# Lovebug
Love Bug – singel amerykańskiego zespołu Jonas Brothers, który ukazał się na trzecim studyjnym albumie zespołu, A Little Bit Longer. Został wydany po "Burning Up", pierwszym singlu z tej płyty.

## Teledysk
Teledysk do piosenki nakręcony został w Los Angeles z udziałem 500 dziewczyn. Premiera teledysku nastąpiła 21 października na Myspace.
Klip opowiada historię babci, która opowiada wnuczce o czasach swojej młodości. 